# Parti démocrate (Îles Cook)
Le Democratic Party ou plus familièrement « demo » est un parti politique des Îles Cook fondé en 1972 qui fut au pouvoir seul ou dans le cadre de coalitions de 1978 à 1989 et de 1999 à 2010.

## Fondation
En 1965 à l’indépendance associée, il n’existait pas de véritable opposition au Cook Islands Party. Les opposants à Albert Royle Henry siégeaient à l’assemblée législative sous l’étiquette indépendante. Parmi eux Pupuke Robati (Rakahanga), Tangaroa Tangaroa (Penrhyn), Tangata Simiona (Atiu), Pokino Aberahama et  Ngatupuna Matepi (Mangaia) … Pour les élections générales de 1968, ces opposants s’organisèrent dans un nouveau parti le United Cook Islands (UCI). Néanmoins sans véritable leadeur et programme politique clair, l’UCI perdit les élections.
En 1970, un certain nombre d’Ariki  dont le plus influent d’entre eux Makea Nui Teremaoana Ariki qui avait des relations tendues avec Henry, contactèrent un enfant du pays expatrié aux États-Unis, Tom Davis. Ils lui demandèrent de rentrer afin d’organiser une opposition crédible au CIP. Davis accepta. Des réunions eurent lieu au Palais Makea et chez Manea Tamarua, un transfuge du CIP. Finalement la plupart membres de l’UCI accepta de rejoindre Davis au sein d’un nouveau parti baptisé Democratic Party, en référence au parti homonyme américain.

## La conquête du pouvoir
Dès les élections de 1972 deux brèches dans la domination sans partage du CIP tout particulièrement sur l’île de Rarotonga furent ouvertes.   Tom Davis fut ainsi élu dans la circonscription de Teauotonga et William Heather dans celle de Puaikura.
Il fallut néanmoins deux autres élections pour que le Democratic Party accède au pouvoir après  l’invalidation de neuf des sièges  remportés par le Cook Islands Party lors des élections de 1978 à la suite de l’affaire dite des « électeurs volants ». Tom Davis fut nommé « Premier ».

## Le Demo au pouvoir 1978-1989
Davis initia plusieurs réformes dont l’amendement constitutionnel de 1981 qui vit la création de la circonscription outre-mer et un redécoupage électoral. Il institua également un nouveau drapeau national et un hymne (Te Atua Mou E) qu’il composa avec son épouse Pa Tepaeru Terito Ariki.
Aux élections de mars 1983, le Democratic perdit les élections n’obtenant que 11 sièges contre 13 pour le CIP. Geoffrey Henry fut alors nommé Premier Ministre. Le décès d'un des membres du CIP et la désaffection de Tupui Ariki Henry ministre des affaires internes, l'obligèrent néanmoins de démissionner quelques semaines plus tard. De nouvelles élections eurent lieu en novembre de la même année permettant à Tom Davis de revenir aux affaires. En août 1985, il proposa de former un gouvernement d’ouverture, en offrant un portefeuille ministériel à trois membres du Cook Islands Party, dont Geoffrey Henry qui devint vice Premier ministre. Henry fut toutefois limogé quelques mois plus tard après avoir tenté d’organiser une motion de censure contre le gouvernement auquel lui-même participait. Il fut remplacé à ce poste par Terepai Maoate, alors membre du CIP mais soutenant Davis.
Davis se maintint en poste jusqu’en juillet 1987, date à laquelle son gouvernement fut renversé par une nouvelle motion de censure remportée par 22 voix contre 2, la plupart des membres de son parti l’ayant votée. Ce fut Pupuke Robati qui lui succéda à la fonction suprême.

## Les années de divisions 1989-1999
Déchiré par les dissensions internes, le Democratic Party se présenta divisé aux élections de janvier 1989. Peu avant celle-ci deux membres historiques du parti entrèrent en dissidence. Sadaraka Sadaraka fonda le Cook Islands People Party et Rena Jonassen reforma le Cook Islands Labour Party, qui avait éphémèrement existé dans les années 1930. Bien que ni Sadaraka Sadaraka ou Rena Jonassen ne réussirent à se faire élire sous leurs nouvelles couleurs, ces dissensions coûtèrent les élections au Democratic Party, permettant au CIP et Geoffrey Henry de revenir au pouvoir.
En 1993, Norman George, déçu de n’avoir réussi à prendre la tête du parti à Terepai Maoate après le retrait de Davis, quitta à son tour le parti. Il fonda le New Alliance Party dont il prit la tête. Il réussit à remporter 4 sièges dès les élections de 1994 affaiblissant d'autant le Democratic Party.

## Le retour aux affaires 1999-2009
Les élections suivante (juin 1999)  virent le « Demo » rebaptisé Democratic Alliance Party reprendre des couleurs, aidé en cela par la grave crise financière qui sévissait depuis 1995. Il obtint cette fois-ci une majorité relative avec 12 sièges contre 10 pour le Cook Islands Party et 3 pour le New Alliance Party de Norman George. Néanmoins l'alliance CIP et NAP l'empêcha d'accéder tout de suite au pouvoir. Ce n'est que 6 mois plus tard en novembre 1999 que la Democratic Party put prendre la tête d'un nouveau gouvernement de coalition après la conclusion d’un accord d’alliance entre Terepai Maoate et Norman George.
En août 2001, Maoate limogea George du gouvernement, le soupçonnant de manœuvrer dans son dos pour le renverser. Il nomma à sa place Robert Woonton également du Democratic Party. Mais en février 2002, Woonton réussit avec l’aide de Geoffrey Henry et Norman George à trouver une majorité de 15 députés pour faire voter une motion de censure contre le gouvernement Maoate.
Robert Woonton forma alors une nouvelle coalition de circonstance, composée cette fois-ci de membres des trois partis CIP, DAP et NAP. Geoffrey Henry fut nommé vice-Premier Ministre, les autres ministres étant Norman George, Jim Marurai, Peri Vaevaetaeroi Pare et Tom John Marsters. Là encore, celle-ci devait faire long feu. En novembre 2002, il y eut tout d’abord le limogeage de Norman George suivi en janvier 2003, par celui de Geoffrey Henry. Terepai Maoate fut nommé vice-Premier Ministre à sa place. Néanmoins soupçonné par Woonton de comploter également contre le gouvernement, il fut à son tour remplacé à ce poste par Ngamau Mere Munokoa en novembre 2003.
C'est dans ce contexte instable que se déroulèrent les élections septembre 2004. Le Democratic Party sembla tout d'abord sortir vainqueur du scrutin. Toutefois pas moins de 11 pétitions électorales avait été déposées par le CIP retardant d'autant la session parlementaire devant confirmer ou pas Woonton. Mais ce dernier qui n'avait dans sa circonscription de Manihiki que quatre voix d'avance sur son adversaire Henry Puna, vit finalement sa victoire annulée, des nouvelles élections devant avoir lieu en décembre. Entre-temps, il annonça vouloir former une coalition avec le Cook Islands Party de geoffrey Henry. Cela entraîna une scission au sein du Democratic Party. Woonton décida alors de fonder un tout nouveau parti, le Demo Tumu (rebaptisé par la suite Cook Islands First Party). Il fut rejoint dans son projet par quatre autres membres du Demo, Peri Vaevaetaeroi Pare, Jim Marurai, Upokomaki Simpson et Piho Rua. Finalement Woonton renonça à se présenter à ces élections partielles pour des raisons familiales. Apii Piho se présenta à sa place au nom du Democratic Party mais fut battu par Henry Puna.
Après de subtiles tractations ce fut au bout du compte Jim Marurai qui accéda au poste de Premier Ministre. Il confirma pour cela l'alliance annoncée par Woonton entre le Demo Tumu et le CIP de Geoffrey Henry. Henry fut nommé vice-premier ministre, un accord ayant été trouvé selon lequel il devait remplacer Marurai à mi-mandat en 2006. Mais en août 2005, Marurai déclara l'accord caduc et limogea Geoffrey Henry de son gouvernement estimant que celui-ci « interférait dans les responsabilités des autres ministères ». Il le remplaça par Terepai Maoate, leadeur du « demo » et qui depuis neuf mois se trouvait dans l'opposition.
En juillet 2006 des élections partielles sur les îles d'Atiu (Circonscription de Teenui-Mapumai) et Rarotonga (circonscription de Matavera) remportées respectivement par Norman George. permirent au parti de Geoffrey Henry d'obtenir la majorité au Parlement. Le 24 juillet, il fit voter dans une atmosphère tendue une motion de censure visant à renverser le gouvernement Marurai. Mais juste avant que le vote n'eût lieu, Jim Marurai se rendait chez le représentant de la Reine, Frederick Goodwin, lui-même ancien élu du Democratic Party afin de lui demander de dissoudre le Parlement, annulant ainsi la motion de censure qui fut tout de même votée. Des élections générales eurent lieu le 26 septembre 2006. Marurai se présenta cette fois-ci sous les couleurs du Democratic Party. Le Demo obtint 15 sièges contre 7 au CIP et 2 indépendants. Marurai fut reconduit en tant que premier ministre et Terepai Maoate, toujours leadeur du Demo, vice-Premier Ministre.
Pour ces élections, le parti qui souhaitait moderniser sa communication et son image se dota d’un site internet, une première dans l’archipel, et d’un tout nouveau logo avec pour slogan « embrace your futur ».